# Вревка
Вревка или Врјовка (рус. Вревка, Врёвка), у старијим документима помињана и као Мревка (рус. Мревка) река је на северозападу европског дела Руске Федерације која целом дужином свог тока протиче преко југозападних делова Лењинградске области, односно преко територије Лушког рејона. Лева је притока реке Луга, у коју се улива на њеном 225. километру узводно од ушћа, на југозападним деловима града Луге, и део басена Финског залива Балтичког мора.
Река Вревка свој ток од 40 km започиње као отока маленог језера Бољшије Толони на југу Лушког рејона. У средњем делу тока прима своју највећу притоку, реку Облу. Укупна површина сливног подручја Вревке је 144 km².
Језеро Велики Толони је реком Ропотком повезано са Черемењечким језером, које је пак преко реке Бистрице повезано са језером Врево.
У историјским изворима први пут се помиње у указу Катарине Велике од 3. августа 1777. године о оснивању града на месту „где река Вревка утиче у Лугу”.